# Ascent MKE
Ascent MKE és un edifici d'apartaments de fusta a Milwaukee. L'edifici té 87 metres i 25 pisos. El 2020, era l'estructura de fusta més alta del món. Compta amb 259 apartaments de luxe, un centre comercial, una piscina i un terrat panoràmic.
Els plans del projecte es van donar a conèixer el 2018. Tot i que el disseny inicial incloïa 21 plantes, les actualitzacions i les aprovacions posteriors van establir un total a 25 plantes el març de 2020. La construcció va començar l'agost de 2020 i l'edifici es va completar l'agost de 2022.